# Congo. Une histoire
Pour les articles homonymes, voir Congo.
Congo. Une histoire est un essai historique publié en 2010 par David Van Reybrouck, historien de la culture, archéologue et écrivain belge d'expression néerlandaise.

## Origine de l'essai et méthode
La motivation de ce travail, pour Van Reybrouck, a été l'absence d'une telle publication sur l'histoire de l'ancien Congo belge, indépendant depuis 1960, le Congo/Zaïre. Les sources écrites manquaient partiellement, également. 
David Van Reybrouck choisit de s’appuyer, en complément des documents, sur des entretiens avec des Congolais, hommes et femmes, tel que Etienne Nkasi, dont les récits oraux, et souvenirs ancestraux, remontent à l'année 1890. En recoupant des témoignages de personnalités politiques ou de militants (telle Justine Masika Bihamba), et de personnes moins connues, des mineurs, des commerçants, des soldats rebelles, des enfants soldats, etc., la beauté et l'horreur de ce pays sont mis en exergue, tout en évitant d'en construire une vision eurocentriste : « Pour défier l'eurocentrisme qui allait certainement me jouer des tours, il m'a paru nécessaire de me mettre systématiquement en quête de perspectives locales, car il n'existe naturellement pas une version congolaise unique de l'Histoire, pas plus qu'il n'en existe une version belge unique, européenne ou tout simplement “blanche”. ». L'auteur guide le lecteur à travers plus d'une centaine d'années, de l'histoire mouvementée de la colonisation, puis de l'indépendance, et, à partir de 1994, la guerre civile, évoquant des aspects très divers : l'exploitation des matières premières et la corruption, mais aussi, par exemple, la musique, l'indépendance Cha Cha, l'histoire de la rumba et les aspects économiques et politiques du ndombolo,.
Congo. Une histoire se lit comme un roman, tout en constituant un récit historique et une non-fiction, sans apporter de jugement moral. « C'est le Voyage au Congo de Gide (Gallimard, 1927) transposé dans la modernité, relu par Lévi-Strauss, annoté par Fernand Braudel et remixé par Studs Terkel, Howard Zinn ou n'importe quel tenant de l'histoire orale ». Ce livre (de plus de 700 pages, pour l'édition française chez Actes Sud) dispose également d'une structure clairement reconnaissable : chaque chapitre traite d'une décennie. Au sein de cette approche chronologique, l'auteur est amené quelquefois à procéder à des sauts dans le temps et l'espace : Zoom arrière. Aller loin. Re-cadrage. Nouveau focus.

## Accueil

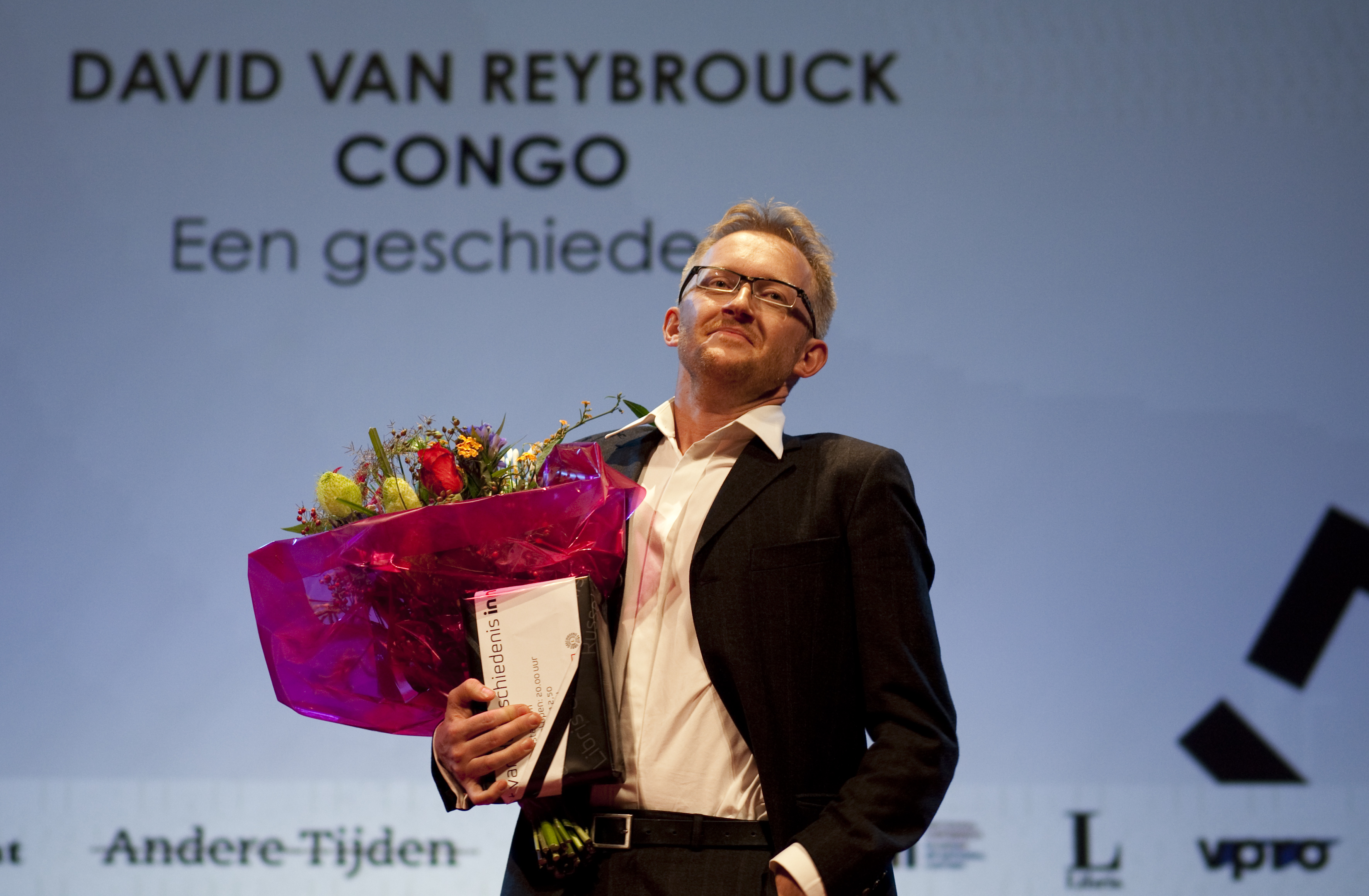
Réception du prix d'histoire Libris en 2010

Les ventes du livre ont dépassé 300 000 exemplaires, de sa publication à Amsterdam en 2010 jusqu'à la fin de 2012, un chiffre important pour un récit de non-fiction, et un accueil qui s'est poursuivi au fil des diffusions et des traductions. Le livre a été récompensé également de plusieurs prix dans différents pays, au fur et à mesure de ses traductions,.
Pour autant, quelques voix critiques se font entendre telle celle du sociologue Ludo De Witte. Celui-ci a écrit une dizaine d'années auparavant plusieurs ouvrages sur le Congo, dont un sur l'assassinat de Lumumba, dressant un réquisitoire sur l'implication de l’État belge (ancienne puissance coloniale) dans cet assassinat. Ludo De Witte reconnaît des qualités à l'ouvrage de David Van Reybrouck, dont la lecture est plaisante : « le livre est magnifiquement composé, avec des notes au sujet de ses voyages à travers le pays et de ses entretiens avec ses habitants, s'emboîtant autour du récit historique ». Il trouve l’œuvre remarquable quand son auteur exprime, grâce aux témoignages réunis, les contacts des Noirs avec les Blancs, fin du XIXe siècle, ou quand il parle des frustrations de l'élite congolaise. Il lui reconnaît d'explorer des faits qui ont été ignorés pendant des décennies, et de détruire certains mythes. Mais il pense que le travail de David Van Reybrouck repose trop sur les récits de témoins qui ne disposent pas de toutes les perspectives, d'où un ouvrage qui peut minimiser les stratégies coloniales et les ingérences occidentales après l'indépendance,. Van Reybrouck a répondu à certaines de ces critiques en indiquant avoir voulu éviter à la fois le triomphalisme colonial et l'auto-flagellation post-coloniale.

## Parution initiale et traductions
- (nl) Congo. Een geschiedenis, Amsterdam/Anvers, De Bezige Bij, 2010, 680 p. (ISBN 978-90-234-5866-1).

Principales traductions :
- Kongo. Historien om Afrikas Hjerte, septembre 2011, Uitgeverij Font Verlag, Norvège, traduction par Guro Dimmen
- Kongo. Eine Geschichte, 16 avril 2012, uitgeverij Suhrkamp, Berlin, traduction par Waltraud Hüsmert.
- Congo. Une histoire, 12 septembre 2012, Éditions Actes Sud, France, traduction par Isabelle Rosselin.
- Kongo. En historia, octobre 2012, Uitgeverij Natur & Kultur, Suède, traduction par Joakim Sundström.
- Congo. Historien om Afrikas hjerte, 2012, Tiderne skifter, Danemark, traduction par Birthe Lundsgaard
- Congo. The epic history of a people, mars 2014, HarperCollins, États-Unis, traduction par Sam Garrett.

## Principaux prix et reconnaissances
- 2010 - Prix d'histoire Libris (Libris Geschiedenis Prijs : prix néerlandais) [6]
- 2010 - Prix littéraire AKO[6]
- 2012 - Prix Médicis catégorie essai[2]
- 2012 - Prix du Meilleur livre étranger[2]
- 2012 - Meilleur livre de l'année du magazine Lire 2012, dans la catégorie Histoire[7]
- 2012 - Norddeutscher Rundfunk, Kultur Sachbuchpreis, pour le meilleur livre de non-fiction[8]
- 2013 - Prix Aujourd'hui[2]
- 2014 - Premier prix Ryszard Kapuszincki del Viaggio, prix italien pour le meilleur reportage et récit de voyage.
- 2014 - Nommé pour le Prix Cundill en Histoire de l'Université McGill[9]